# Kaprifol
Kaprifol eller  äkta kaprifol (Lonicera caprifolium) är en art i familjen kaprifolväxter från centrala Östeuropa till södra Europa, västerut till Italien. Den blommar vanligen i maj, några veckor tidigare än vildkaprifol blommar i Sverige.
Arten är en lövfällande, klättrande buske eller lian. Grenar och blad är mer eller mindre kala. 
Bladen blir 3–10 × 2–5 cm, elliptiska till brett elliptiska, rundade, sällan spetsiga, mörkt gröna på ovansidan, blådaggiga på undersidan. De är skaftlösa eller har mycket korta skaft. Bladparen under blomställningarna är sammanvuxna till skålar.
Blommorna kommer i huvudlika samlingar och kronorna blir 3–5 cm långa. De är vanligen vita till gulaktiga, ibland med röd anstrykning på utsidan, och mycket väldoftande, dock enbart på kvällen. Frukten är röda till orangeröda bär, som sitter tätt ihop. Bären är giftiga och ger kräkningar, ansiktsrodnad, överdriven törst och vidgade pupiller.

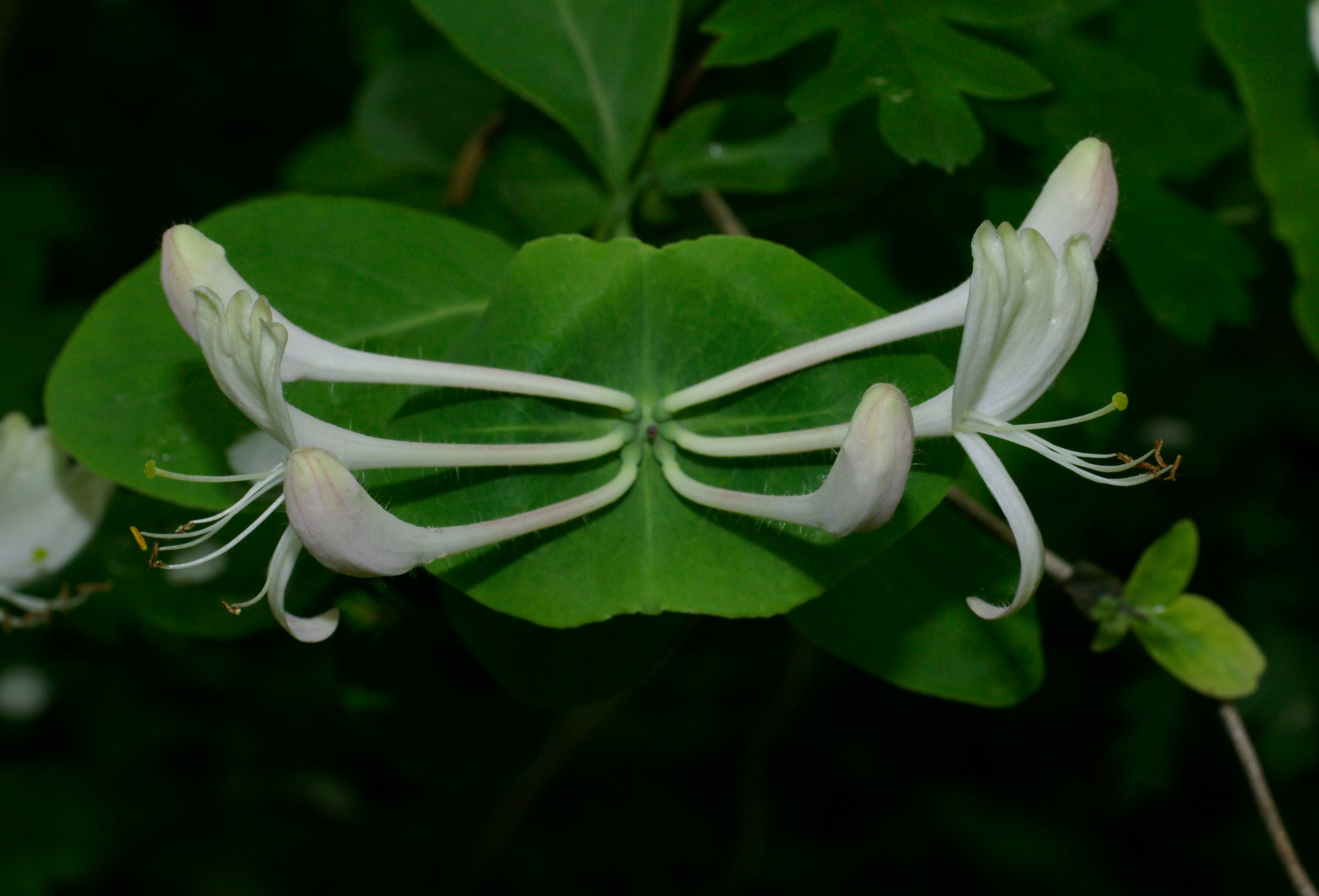
Blommande Kaprifol.

## Synonymer
- Caprifolium germanicum Delarbre
- Caprifolium hortense Lam. nom. illeg.
- Caprifolium italicum Medik.
- Caprifolium pallidum (Host) Schur
- Caprifolium perfoliatum Rhl.
- Caprifolium rotundifolium Moench
- Caprifolium vulgare Medik.
- Lonicera cariotii Gand.
- Lonicera pallida Host
- Lonicera suavis Salisb. nom. illeg.
- Periclymenum italicum Mill. nom. illeg.
- Periclymenum perfoliatum Gray nom. illeg.